# Гамлет Щигровського повіту
«Гамлет Щигровського повіту» — радянський художній фільм 1975 року, знятий на кіностудії «Білорусьфільм».

## Сюжет
Екранізація оповідання Івана Тургенєва «Гамлет Щигровського повіту» з циклу «Записки мисливця». Несподіване знайомство стало приводом для цієї історії. Оповідач, запрошений на вечерю до багатого поміщика, залишився ночувати в хазяйському будинку. Після бенкету гостей розмістили по кімнатах, і герою дістався сусід — з вигляду непримітний і абсолютно звичайний Василь Васильович. Але, провівши трохи часу з цією людиною, герой розуміє, наскільки його новий знайомий оригінальний і дивовижний. Історія життя Василя Васильовича стала ключовою в сюжеті картини.

## У ролях
- Олег Борисов — Василь Васильович
- Валентина Шендрікова — Мотрона
- Ольга Гобзєва — Софія
- Віктор Павлов — Степан Сергійович Кузовкін, поліцейський пристав
- Євген Євстигнєєв — Федір Міхейович
- Сергій Торкачевський — Віктор
- Світлана Михалькова — Акуліна
- Іван Матвєєв — Полікарп, слуга Василя Васильовича
- Олег Грачов — Вася
- Микола Табашников-Зорін — Комов
- Радій Афанасьєв — Петро Петрович Лупіхін
- Марія Барабанова — Марія Іллівна
- Анна Обухович — Катерина Карпівна
- Юлія Полосіна — Лінхен
- Лідія Мордачова — Мінхен
- Раїса Кошельникова — полковниця
- Світлана Турова — Віра
- Кузьма Кулаков — епізод
- Віктор Лебедєв — Раділов
- Серафим Міліцин — священик
- Ігор Смушкевич — епізод
- Юрій Суриков — епізод

## Знімальна група
- Режисер — Валерій Рубінчик
- Сценаристи — Валерій Рубінчик, Ігор Кузнецов
- Оператор — Марк Брауде
- Художники — Олександр Тихонович, Сатар Айтієв